# Beaurepaire (Isère)
 Beaurepaire  es una población y comuna francesa, en la región de Ródano-Alpes, departamento de Isère, en el distrito de Vienne. Es el chef-lieu y mayor población del cantón de Beaurepaire.

## Demografía
| 3132 | 3583 | 3666 | 3793 | 3735 | 3839 |
| Para los censos de 1962 a 1999 la población legal corresponde a la población sin duplicidades (Fuente: INSEE [Consultar]) |      |      |      |      |      |

## Personajes vinculados
- Louis Michel-Villaz (enlace roto disponible en Internet Archive; véase el historial, la primera versión y la última)., mecánico local que en 1883 combinó una máquina de vapor y una dinamo para proporcionar iluminación eléctrica a algunas calles de la localidad, uno de los ejemplos más tempranos de iluminación eléctrica de vías públicas.